# خليج كامبردج

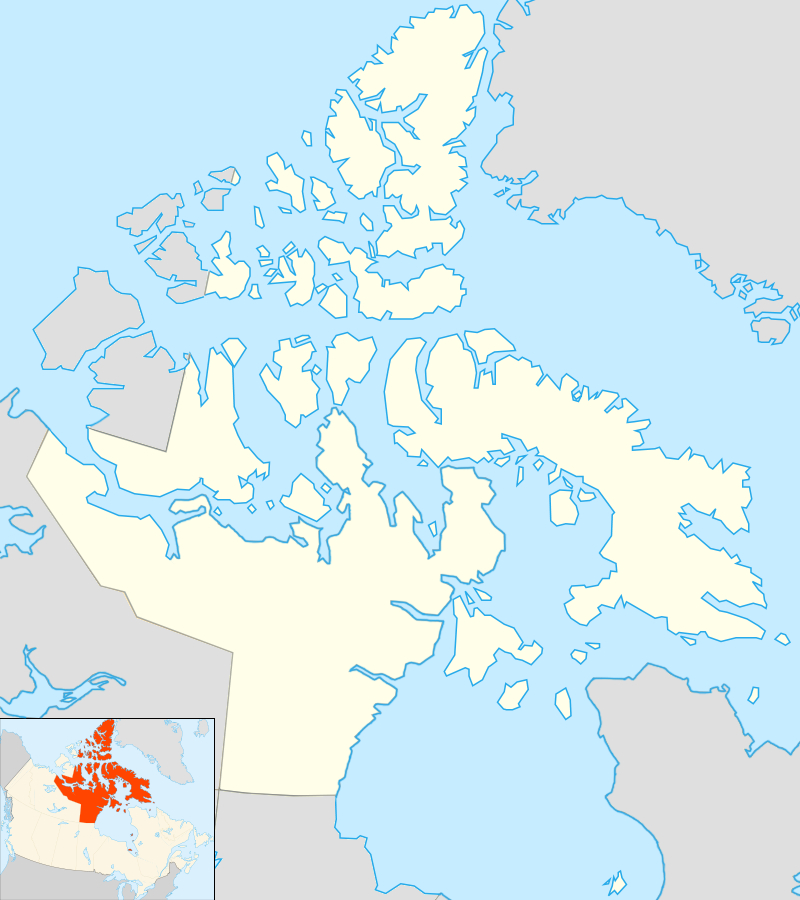
خليج كامبردج على الخريطة

خليج كامبريدج (بالإنجليزية: Cambridge Bay) هو قرية صغيرة تقع على جزيرة فيكتوريا في كيتيكميوت نونافوت، كندا. في إحصاء لعام 2006 بلغ عدد سكانها 1,477،

## المناخ
يظهر الجدول التالي التغييرات المناخية على مدار السنة لخليج كامبردج:
| البيانات المناخية لـخليج كامبردج                              | البيانات المناخية لـخليج كامبردج | البيانات المناخية لـخليج كامبردج | البيانات المناخية لـخليج كامبردج | البيانات المناخية لـخليج كامبردج | البيانات المناخية لـخليج كامبردج | البيانات المناخية لـخليج كامبردج | البيانات المناخية لـخليج كامبردج | البيانات المناخية لـخليج كامبردج | البيانات المناخية لـخليج كامبردج | البيانات المناخية لـخليج كامبردج | البيانات المناخية لـخليج كامبردج | البيانات المناخية لـخليج كامبردج | البيانات المناخية لـخليج كامبردج |
| الشهر                                                         | يناير                            | فبراير                           | مارس                             | أبريل                            | مايو                             | يونيو                            | يوليو                            | أغسطس                            | سبتمبر                           | أكتوبر                           | نوفمبر                           | ديسمبر                           | المعدل السنوي                    |
| ------------------------------------------------------------- | -------------------------------- | -------------------------------- | -------------------------------- | -------------------------------- | -------------------------------- | -------------------------------- | -------------------------------- | -------------------------------- | -------------------------------- | -------------------------------- | -------------------------------- | -------------------------------- | -------------------------------- |
| الدرجة القصوى قرينة الرطوبة                                   | −5.0                             | −9.7                             | −4.1                             | 3.9                              | 10.5                             | 25.3                             | 30.8                             | 28.6                             | 16.3                             | 5.8                              | −1.4                             | −3.5                             | 30.8                             |
| الدرجة القصوى °م (°ف)                                         | −4.9 (23.2)                      | −9.4 (15.1)                      | −4.0 (24.8)                      | 6.1 (43.0)                       | 11.5 (52.7)                      | 23.3 (73.9)                      | 28.9 (84.0)                      | 26.1 (79.0)                      | 16.4 (61.5)                      | 6.9 (44.4)                       | 0.0 (32.0)                       | −3.4 (25.9)                      | 28.9 (84.0)                      |
| متوسط درجة الحرارة الكبرى °م (°ف)                             | −28.5 (−19.3)                    | −28.9 (−20.0)                    | −25.3 (−13.5)                    | −16.3 (2.7)                      | −5.6 (21.9)                      | 5.8 (42.4)                       | 12.8 (55.0)                      | 9.8 (49.6)                       | 2.5 (36.5)                       | −7.3 (18.9)                      | −18.8 (−1.8)                     | −24.9 (−12.8)                    | −10.4 (13.3)                     |
| المتوسط اليومي °م (°ف)                                        | −32.0 (−25.6)                    | −32.5 (−26.5)                    | −29.3 (−20.7)                    | −20.8 (−5.4)                     | −9.3 (15.3)                      | 2.7 (36.9)                       | 8.9 (48.0)                       | 6.8 (44.2)                       | 0.3 (32.5)                       | −10.4 (13.3)                     | −22.3 (−8.1)                     | −28.3 (−18.9)                    | −13.9 (7.0)                      |
| متوسط درجة الحرارة الصغرى °م (°ف)                             | −35.4 (−31.7)                    | −36.1 (−33.0)                    | −33.2 (−27.8)                    | −25.3 (−13.5)                    | −13.0 (8.6)                      | −0.3 (31.5)                      | 4.9 (40.8)                       | 3.8 (38.8)                       | −1.9 (28.6)                      | −13.5 (7.7)                      | −25.7 (−14.3)                    | −31.8 (−25.2)                    | −17.3 (0.9)                      |
| أدنى درجة حرارة °م (°ف)                                       | −52.8 (−63.0)                    | −50.6 (−59.1)                    | −48.3 (−54.9)                    | −42.8 (−45.0)                    | −35.0 (−31.0)                    | −17.8 (0.0)                      | −1.7 (28.9)                      | −8.9 (16.0)                      | −17.2 (1.0)                      | −33.0 (−27.4)                    | −43.9 (−47.0)                    | −49.4 (−56.9)                    | −52.8 (−63.0)                    |
| أدنى درجة حرارة تبريد الرياح                                  | −73.4                            | −72.6                            | −69.8                            | −60.1                            | −43.2                            | −29.2                            | −7.9                             | −13.1                            | −28.6                            | −49.4                            | −60.7                            | −66.3                            | −73.4                            |
| الهطول مم (إنش)                                               | 5.8 (0.23)                       | 4.9 (0.19)                       | 7.1 (0.28)                       | 5.7 (0.22)                       | 7.0 (0.28)                       | 13.6 (0.54)                      | 24.1 (0.95)                      | 25.7 (1.01)                      | 19.1 (0.75)                      | 14.7 (0.58)                      | 8.0 (0.31)                       | 6.1 (0.24)                       | 141.7 (5.58)                     |
| معدل هطول الأمطار مم (إنش)                                    | 0.0 (0.0)                        | 0.0 (0.0)                        | 0.0 (0.0)                        | 0.0 (0.0)                        | 1.0 (0.04)                       | 10.0 (0.39)                      | 23.9 (0.94)                      | 23.9 (0.94)                      | 12.7 (0.50)                      | 0.6 (0.02)                       | 0.0 (0.0)                        | 0.0 (0.0)                        | 72.1 (2.84)                      |
| متوسط تساقط الثلوج سم (إنش)                                   | 6.7 (2.6)                        | 5.9 (2.3)                        | 8.4 (3.3)                        | 6.9 (2.7)                        | 7.2 (2.8)                        | 3.8 (1.5)                        | 0.1 (0.0)                        | 1.8 (0.7)                        | 6.8 (2.7)                        | 15.9 (6.3)                       | 9.8 (3.9)                        | 6.8 (2.7)                        | 80.2 (31.6)                      |
| متوسط أيام هطول الأمطار (≥ 0.2 mm)                            | 7.3                              | 6.8                              | 9.2                              | 6.8                              | 7.1                              | 8.0                              | 10.7                             | 13.1                             | 11.9                             | 12.1                             | 9.0                              | 7.9                              | 109.8                            |
| متوسط الأيام الممطرة (≥ 0.2 mm)                               | 0.0                              | 0.0                              | 0.0                              | 0.0                              | 0.9                              | 5.9                              | 10.7                             | 12.5                             | 7.1                              | 0.6                              | 0.0                              | 0.0                              | 37.8                             |
| متوسط الأيام المثلجة (≥ 0.2 cm)                               | 7.4                              | 6.9                              | 9.8                              | 7.1                              | 7.3                              | 3.4                              | 0.1                              | 1.2                              | 6.3                              | 12.5                             | 9.5                              | 8.3                              | 79.8                             |
| متوسط الرطوبة النسبية (%)                                     | 65.3                             | 66.4                             | 70.5                             | 76.2                             | 83.8                             | 77.2                             | 68.2                             | 73.6                             | 82.3                             | 86.2                             | 76.5                             | 70.0                             | 74.7                             |
| ساعات سطوع الشمس الشهرية                                      | 7.3                              | 73.7                             | 169.6                            | 275.9                            | 245.1                            | 291.6                            | 333.8                            | 186.6                            | 71.7                             | 56.8                             | 17.6                             | 0.0                              | 1٬729٫7                          |
| نسبة وصول أشعة الشمس                                          | 11.7                             | 35.4                             | 47.1                             | 57.7                             | 36.6                             | 40.5                             | 45.9                             | 33.6                             | 17.8                             | 20.0                             | 13.5                             | 0.0                              | 30.0                             |
| المصدر: Environment Canada Canadian Climate Normals 1981–2010 |                                  |                                  |                                  |                                  |                                  |                                  |                                  |                                  |                                  |                                  |                                  |                                  |                                  |